# Vincenzo I. Gonzaga
Vincenzo Ι. Gonzaga (21. september 1562–9. februar 1612) je bil vladar vojvodine Mantove in vojvodine Montferrat od leta 1587 do 1612.

## Življenjepis
Bil je edini sin Guglielma X. Gonzage, vojvode Mantove, in nadvojvodinje Eleanore iz Avstrije. Njegovi stari starši so bili Ferdinand I., sveti rimski cesar, in Ana s Češke in Madžarske.
Vincenzo je bil glavni pokrovitelj umetnosti in znanosti in je Mantovo spremenil v živahno kulturno središče. 22. septembra 1587 je bil okronan na bleščeči slavnosti za četrtega vojvodo Mantove, kar je bil najvišji naslov vojvodine. Po kronanju je jezdil po mestnih ulicah.  Vincenzo je zaposlil skladatelja Claudia Monteverdija in slikarja Rubensa. Leta 1590 je Monteverdi postal igralec viole in pevec v glasbeni kapeli; leta 1602 ga je Vincenzo ob smrti Benedetta Pallavicina imenoval za glasbenega mojstra. Bil je tudi prijatelj pesnika Torquata Tassa. Majhna knjiga, objavljena v Veroni leta 1589, opisuje, kako si komični igralec Valerini v službi Vincenza predstavlja idealno galerijo umetnosti; v njej bi bili kipi najpomembnejših umetniških zbiralcev namesto del samih umetnikov. Vincenzo je opisan kot zelo velik kip, ki bi prevladoval v idealni galeriji, imenovani Božanska galerija Minerve (La celeste galeria Minerva). 
Astronom Giovanni Antonio Magini je bil skrbnik in učitelj Vincenzevih sinov Francesca in Ferdinanda.
Maginijevo življenjsko delo je bilo priprava geografskega atlasa Italije (Atlante geografico d'Italia). Po njegovi smrti ga je leta 1620 izdal sin. V njem so bili zemljevidi vseh italijanskih regij z natančno nomenklaturo in zgodovinskimi podatki. To je bil velik projekt, začet leta 1594. Vincenzo, ki mu je bil atlas posvečen, mu je pomagal pri tem projektu in dovolil, da so zemljevide različnih italijanskih dežel prinesli Maginiju.
Pozimi 1603/04 je Galileo obiskal dvor v Mantovi, da bi na njem dobil položaj. Ponudili so mu plačo, vendar se mu z Vincenzem ni uspelo dogovoriti. Podaril pa mu je zlato verigo in dve srebrni posodi.
Vincenzeva zapravljivost je pospešila gospodarsko in kulturno nazadovanje Mantove.
Govorili so, da je bil Vincenzo impotenten in da je v Novi svet poslal skrivno odpravo, da bi dobil legendarni afrodiziak.
20. julija 1588 je cesar Rudolf II. podelil Vincenzu pravico do avstrijskega grbovnega ščita, obkroženega z nadvojvodsko majhno krono. Vincenzo je 25. maja 1608 ustanovil vojaški red odrešenika (red najdragocenejše krvi), ki ga je odobril papež Pavel V. 

## Potomstvo
Vincenzo se je leta 1581 poročil z Margherito Farnese; nista imela otrok in sta se ločila. 29. aprila 1584 se je poročil s svojo sestrično Eleonoro Medičejsko, hčerko Francesca I. Medičejskega in Johane Habsburške.
Vincenzo in Eleonora sta imela šest otrok: :
- Francesco (7. maj 1586–22. december 1612), od 9. februarja do 22. decembra 1612 je vladal kot Francesco IV. Gonzaga, vojvoda Mantove in Montferrata;
- Ferdinando (26. april 1587–29. oktober 1626), vladal je kot Ferdinando I. Gonzaga, vojvoda Mantove in Montferrata od leta 1612 do smrti;
- Guglielmo Domenico (4. april 1589–12. maj 1591), vzdevek Lungaspada (dolg meč), markiz Monferrata. Umrl v otroštvu;
- Margherita (2. oktober 1591–7. februar 1632), žena Henrika II., vojvode Lorene;
- Vincenzo (7. januar 1594–25. december 1627), vladal je kot Vincenzo II. Gonzaga, vojvoda Mantove in markiz Montferrata od leta 1626 do smrti;
- Eleonora (23. september 1598–27. junij 1655), druga žena Ferdinanda II., svetega rimskega cesarja.

Imel je tudi nekaj nezakonskih otrok:
- s plemenito Agneso Argotto, ženo Prospera iz Carretta:
  - Francesco Gonzaga (1588–1673), škof Nole leta 1657,
  - Silvio (1592–1612), malteški vitez, mantovski dvorni pesnik in markiz Cavriane,
  - Giovanni (? –1679), minister Ferdinanda Carla Gonzage v Torinu; moral je preprečiti, da bi Ercole Mattioli prodal Monferrato Ludviku XIV.,
  - Eleanora, nuna.
- S plemkinjo Felicito Guerrieri, hčerko Tulla Guerrierija, komornika vojvode Vincenta I., je imel hčerko [8]
  - Francesco.

## Naslova
- veliki mojster reda odrešenika (kri Jezusa Kristusa) (vojaški red)
- vitez reda zlatega runa